# Statele Federate ale Microneziei
Statele Federate ale Microneziei (engleză Federated States of Micronesia) este o țară insulară din Oceanul Pacific la nord de Papua Noua Guinee. Statul este un stat suveran, în asociere liberă cu Statele Unite ale Americii. Anterior, teritoriul a făcut parte din Teritoriul sub tutelă al Insulelor din Pacific, un teritoriu sub tutelă al Națiunilor Unite administrat de Statele Unite. Constituția statului a fost adoptată în 1979 iar independența a fost acordată în 1986.

## Diviziuni administrative
Cele patru state sunt:
| Steag | Stat    | Capitala | Suprafața | Populația | Densitatea populației |
| ----- | ------- | -------- | --------- | --------- | --------------------- |
|       | Chuuk   | Weno     | 127 km²   | 54.595    | 420 loc/km²           |
|       | Kosrae  | Tofol    | 110 km²   | 9.686     | 70 loc/km²            |
|       | Pohnpei | Kolonia  | 346 km²   | 74.685    | 100 loc/km²           |
|       | Yap     | Colonia  | 118 km²   | 16.436    | 95 loc/km²            |

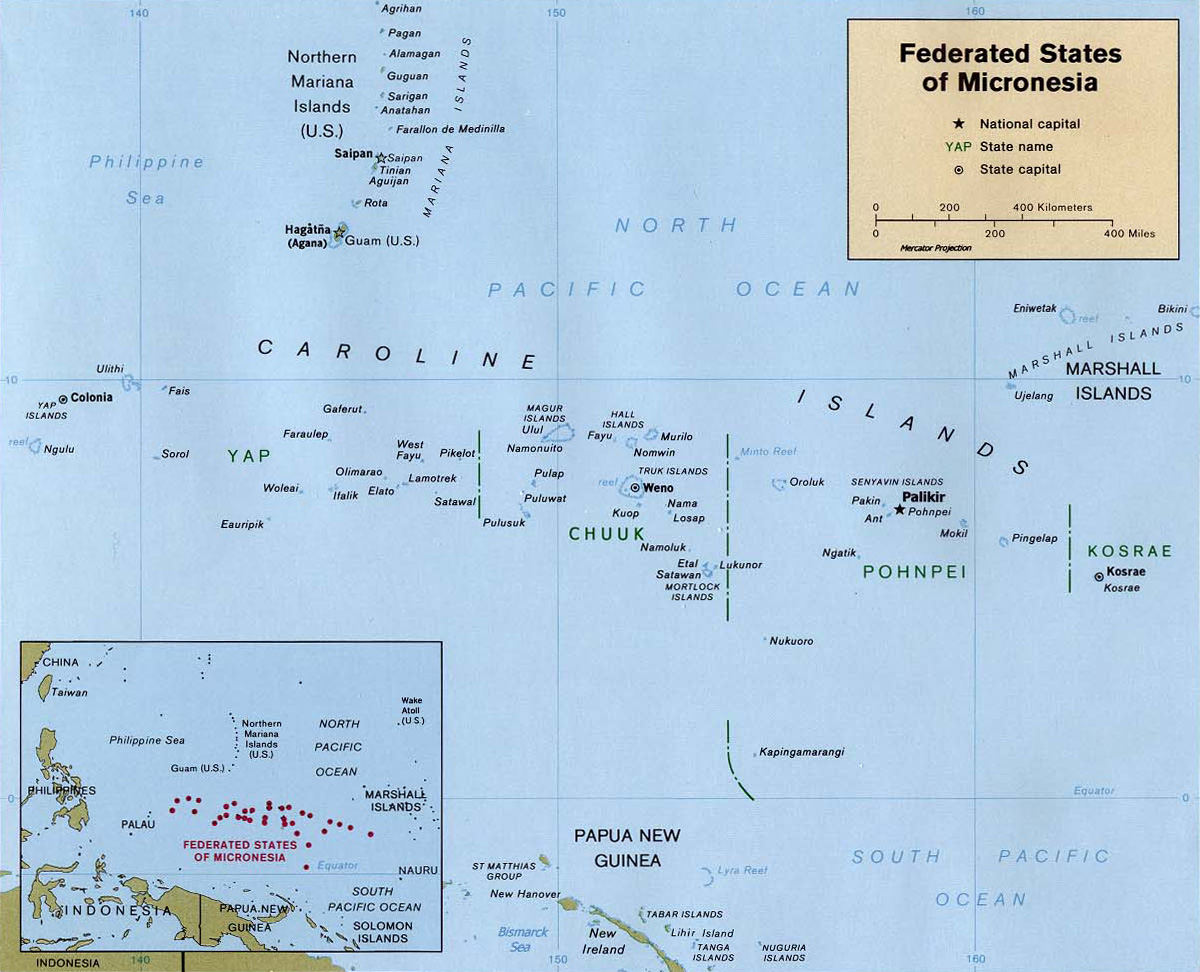
Harta Statelor Federate ale Microneziei

Aceste state sunt împărțite la rândul lor în municipalități.